# Papilio cynorta
Espèce
Papilio cynorta est une espèce de lépidoptères (papillons) de la famille des Papilionidae. Cette espèce est présente dans la région afrotropicale, dans le golfe de Guinée et en Afrique centrale. 

## Description
L'envergure est comprise entre 7 et 9 cm,. Il y a un net dimorphisme sexuel. À l'avers les ailes du mâle sont noires ou marron foncé. Les ailes antérieures portent une large bande blanche traversée de veines sombres et une macule blanche à l'apex. Les ailes postérieures portent une bande blanche dans le prolongement de celle des ailes antérieure. Au revers les ailes sont un peu plus claires. Les ailes antérieures portent les mêmes motifs. Les ailes postérieures ont des veines noires et des traits noirs entre les veines, la base est orangée avec deux points noirs, la bande blanche a des contours plus floues et est traversée de veines noires.
La femelle imite Acraea epaea. À l'avers les ailes sont marron foncé. Les ailes antérieures portent des macules blanches aux contours plus ou moins nets. Les ailes postérieures sont foncées à la base et dans la marges et ont des veines noires bien marquées ainsi que des traits noirs entre les veines. Au revers les ailes antérieures portent les mêmes motifs qu'à l'avers. Les ailes postérieures ont des motifs similaires à ceux de l'avers mais la base est nettement orangée et porte deux points noirs.

Chez les deux sexes le corps est noir et le thorax porte des macules blanches.

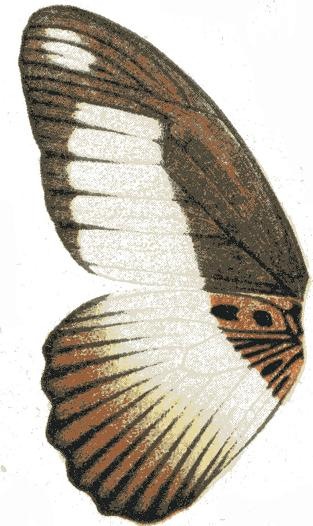
Papilio cynorta mâle, revers (illustration)
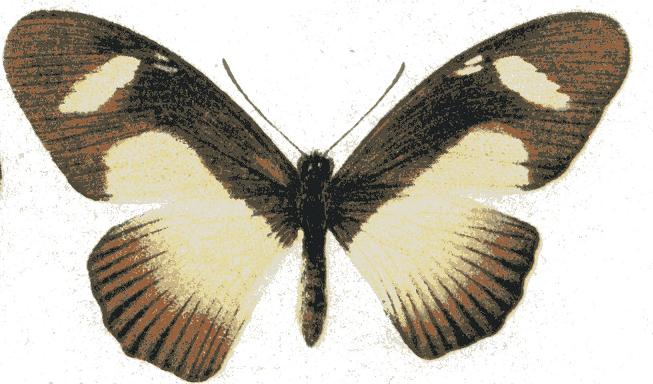
Papilio cynorta femelle, avers (illustration)

## Écologie
La femelle pond ses œufs sur la plante-hôte. Chez cette espèce les plantes utilisées appartiennent à la famille des Rutacées : genres Calodendrum, Clausena, Citrus, Teclea et Vepris. 
Les chenilles se nourrissent des feuilles de la plante-hôte et passent par cinq stades avant de se changer en chrysalide. Comme toutes les espèces de Papilionides les chenilles portent derrière la tête un osmeterium, organe fourchu qu'elles déploient pour faire fuir les prédateurs. 
La chrysalide est attachée à son support par son crémaster et maintenue tête en haut par une ceinture de soie.
Les adultes volent bas et de manière assez erratique, et restent dans les sous-bois et les taillis. Ils se nourrissent du nectar des fleurs, y compris celles qui poussent dans des endroits sombres. Les mâles boivent dans des flaques de boue.

## Habitat et répartition
Papilio cynorta est un papillon afrotropical présent dans le golfe de Guinée et en Afrique centrale : Guinée, Sierra Leone, Libéria, Côte d'Ivoire, Ghana, Togo, sud et centre du Bénin, sud du Nigéria, Cameroun, Guinée équatoriale (île Bioko), Gabon, Angola, République centrafricaine, République démocratique du Congo, Ouganda, Tanzanie. L'espèce vit dans les forêts humides et dans les forêts sèches. En Tanzanie elle est présente dans les forêts de montagne de 780 à 1400 m d'altitude. 

écozone afrotropicale
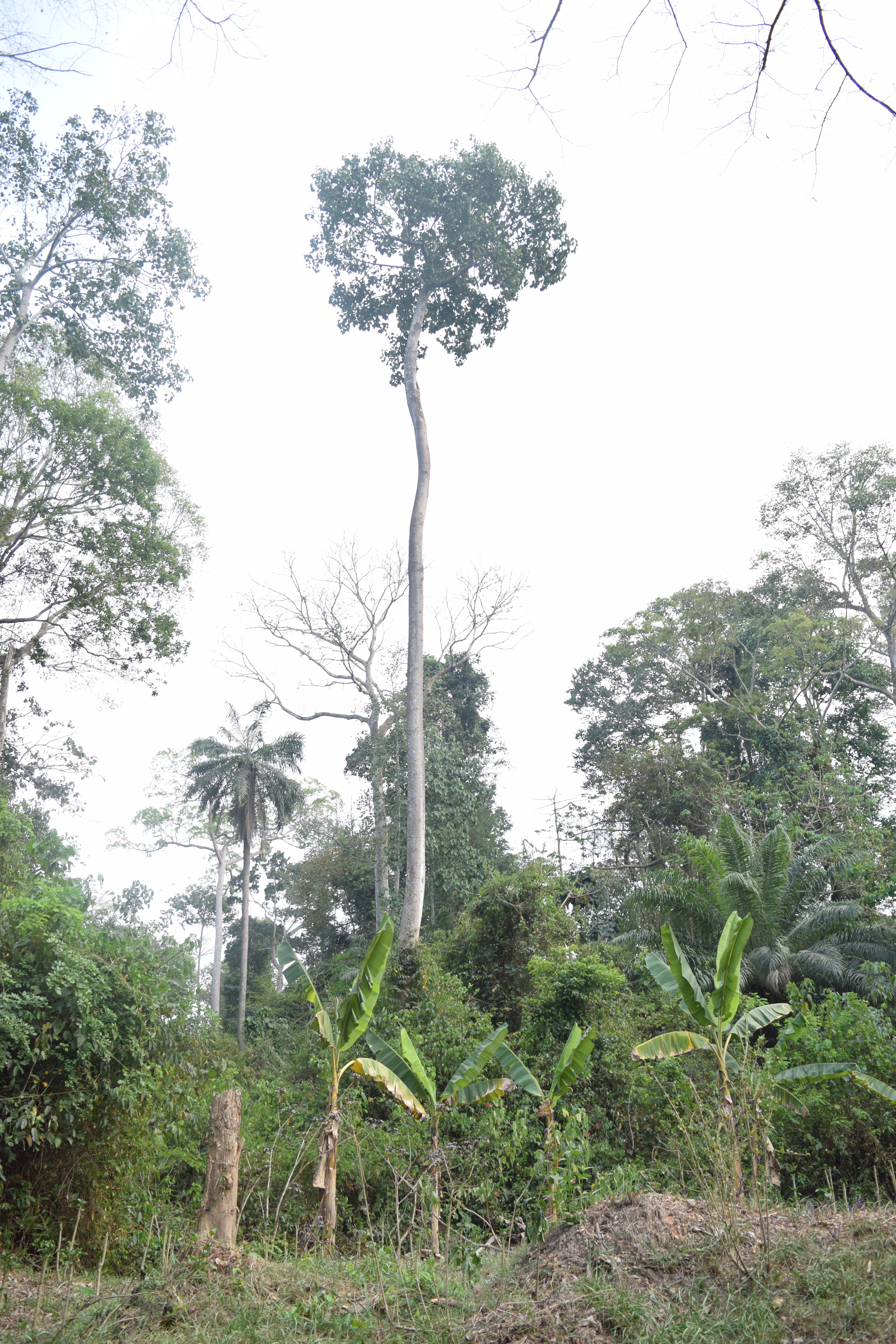
Réserve forestière de Bobiri, Ghana
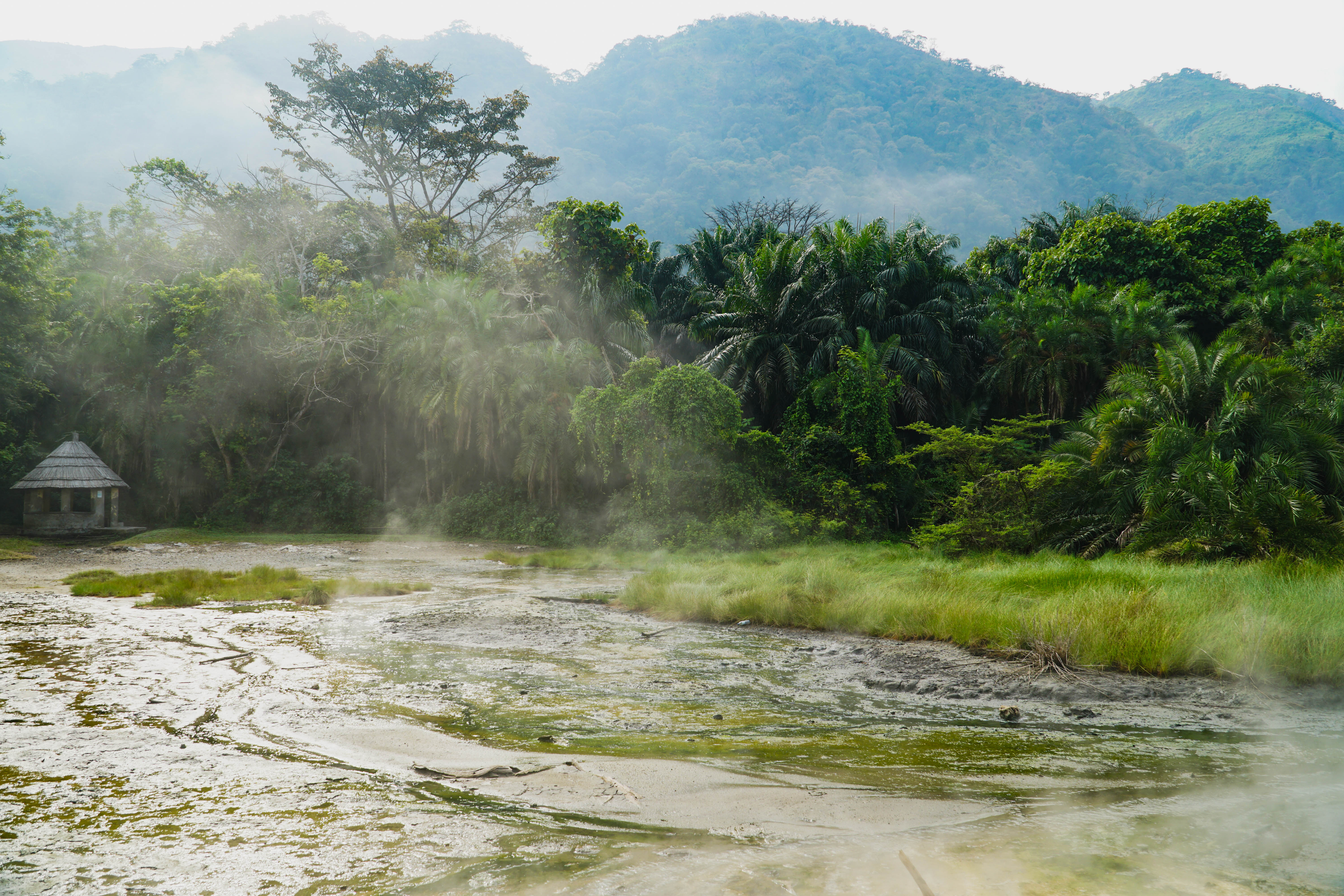
Forêt d'Ituri, République démocratique du Congo

## Systématique
L'espèce Papilio cynorta a été décrite pour la première fois en 1793 par l'entomologiste Johan Christian Fabricius dans Entomologia systematica.

## Papilio cynortaet l'Homme

### Nom vernaculaire
Papilio cynorta est appelé en anglais "Blotched Sash" ou encore "Mimetic swallowtail". 

### Menaces et conservation
Papilio cynorta n'est pas évalué par l'UICN. L'espèce ne semble pas menacée et paraît assez commune sur son aire de répartition.